# Dadajon Mamatkulov
Dadajon Mamatkulov (sinh ngày 31 tháng 10 năm 1996) là một cầu thủ bóng đá người Uzbekistan thi đấu ở vị trí tiền vệ|Tiền vệ (bóng đá)|tiền vệ tấn công cho Nasaf Qarshi ở Giải bóng đá vô địch quốc gia Uzbekistan.